# 아일랜드의 역사

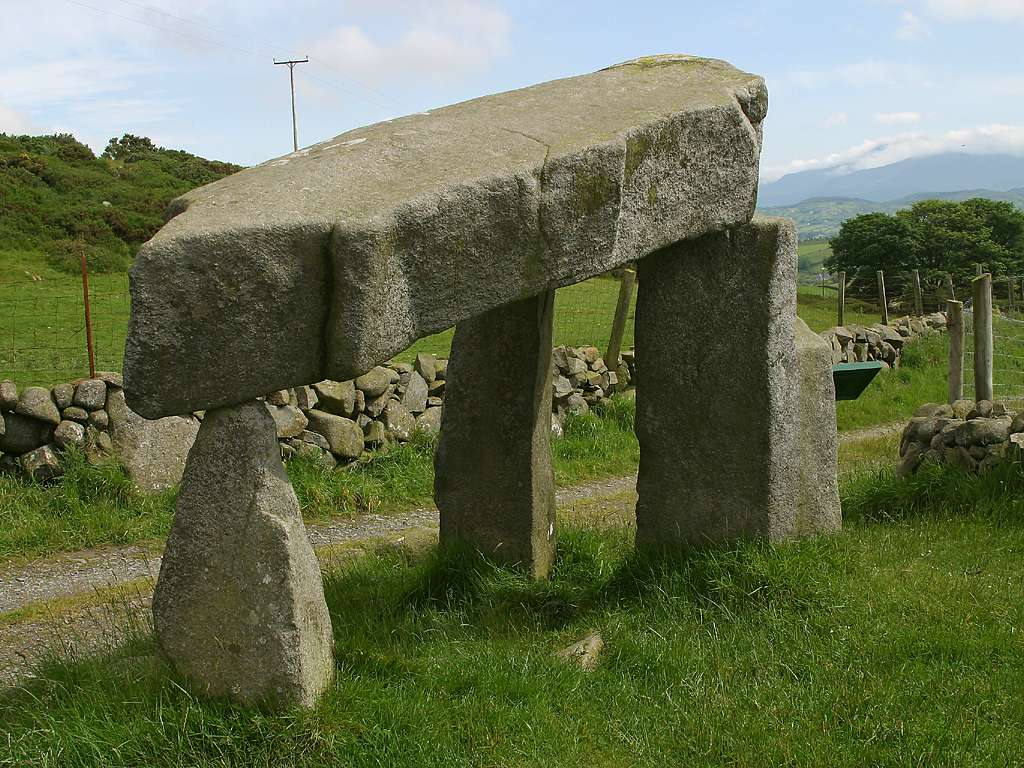
아일랜드의 고인돌

아일랜드의 역사에서 처음으로 인류가 등장한 것은 기원전 8000년 전 경으로 알려져있다. 당시 유럽 대륙과 브리튼 제도는 육지로 연결되어 있었으며 인류는 수렵 채집 사회를 이루고 있었다. 당시 유적은 거의 남아있지 않으나 현존하는 신석기 유적은 이들이 이베리아반도의 거주민들과 상당한 관련성이 있었다는 것을 보여준다. 뉴그랜지의 신석기 유적 등이 유명하다.
기원후 5세기 경 성 파트리치오와 일련의 선교사들이 아일랜드에 들어와 기독교가 전파되어 600년경 켈트 다신교를 대체하였다. 800년경부터 1세기가 넘는 기간 동안 바이킹의 침입이 있었다. 당시 아일랜드에 있던 여러 왕국들은 바이킹에 맞서 싸우기엔 역부족이었다. 1169년 노르만 왕조의 제 2대 펨브로크 백작이었던 리처드 드 클레어가 아일랜드를 침공한 이후 아일랜드는 노르만 왕조의 직할령이 되었으며, 이후 700년간 잉글랜드의 통치를 받았다.
잉글랜드의 통치는 그다지 큰 저항없이 이루어져 왔으나, 종교개혁자들의 영향으로 성공회가 로마 가톨릭 교회에서 분리된 잉글랜드 종교개혁 이후 위기에 봉착한다. 로마 가톨릭을 버릴 것을 강요받은 아일랜드인들은 1534년부터 1691년까지 아일랜드에서는 크고 작은 반란을 일으켰다. 17세기이후 아일랜드에는 잉글랜드에서 건너온 장로교 신자들이 북부를 중심으로 정착하여 점차 세력을 확장하였다. 이들 얼스터의 개신교 신자들은 아일랜드 역사에서 주요 갈등 요인 중 하나가 되었다.
잉글랜드는 로마 가톨릭 교회 신자의 공직 진출을 제한하였다. 이로 인해 17세기 말 전체 인구의 85%가 로마 가톨릭 교회 신자인 아일랜드를 대표하는 의원중에는 로마 가톨릭 신자가 한 명도 없는 상황이 지속되었다. 1801년 1800년 합병령에 의해 아일랜드가 그레이트 브리튼 아일랜드 연합 왕국에 합병될 당시에도 로마 가톨릭 교회 신자는 의원이 될 수 없었고 합병령은 극렬한 반대에 부딪혔다.
아일랜드의 독립운동은 19세기와 20세기에 걸쳐 계속되었으며, 영국은 1914년 아일랜드 정부법과 1920년 아일랜드 정부법 등을 제시하였지만 아일랜드 내의 독립운동 열기를 막지는 못했다. 1922년 아일랜드는 독립 전쟁에서 승리하여 아일랜드 공화국을 수립하였다.

## 고대와 기독교 전파(기원전 8000년 - 기원후 800년)

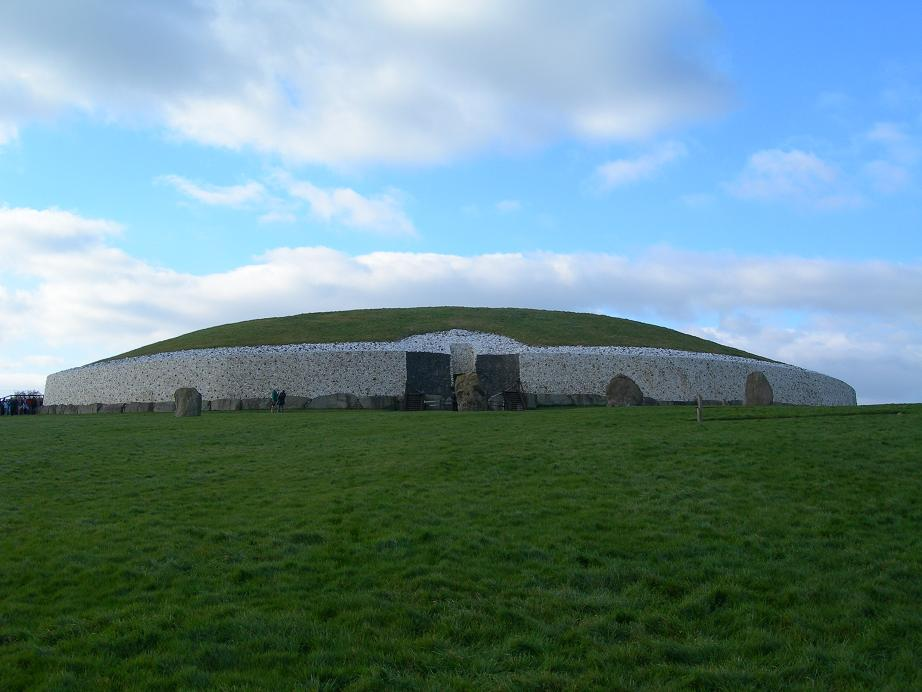
뉴그랜지의 신석기 유적, 기원전 3200년경

아일랜드의 선사시대 및 기독교 전파 이전의 고대 시대에 대해서는 거의 알려진 것이 없다. 고대 로마의 단편적인 서술이나 신화, 현존하는 몇몇의 유적으로 그 모습을 추정할 뿐이다. 아일랜드에서 가장 오래된 인류 생활의 흔적은 기원전 8000년 전까지 거슬러 올라간다. 당시 아일랜드에 살았던 사람들은 중석기를 사용하였다. 기원전 4000년경 신석기 문화가 아일랜드의 남서쪽에 유입되었다. 당시 형성된 석묘가 뉴그레인지 등에 남아있다.

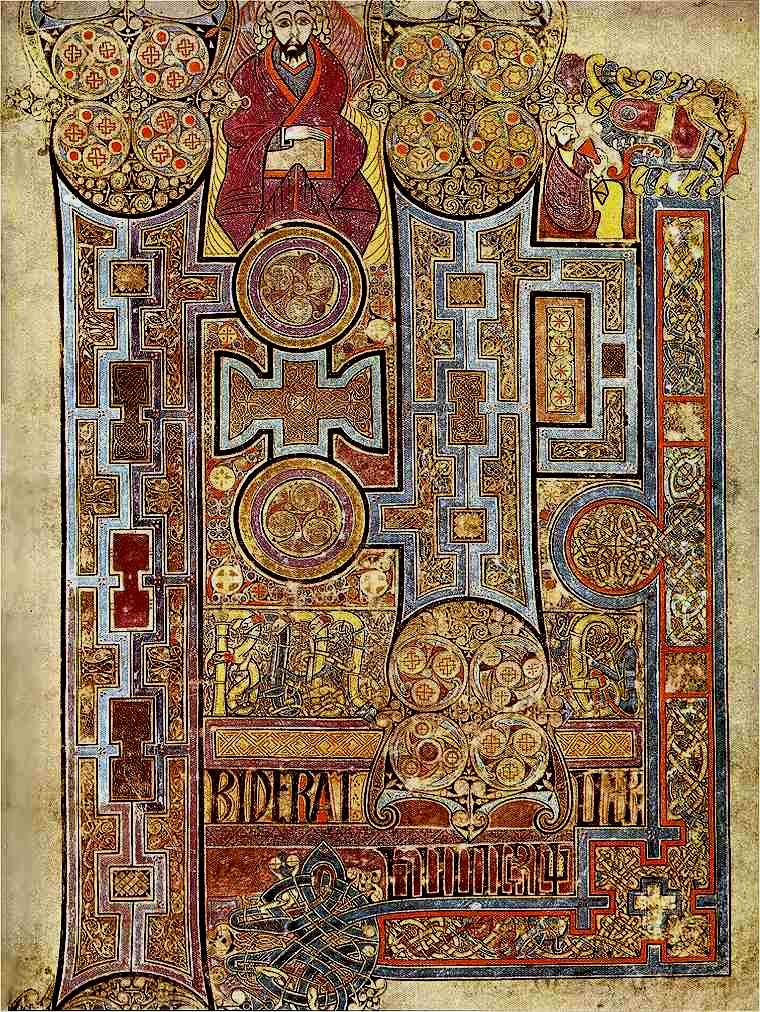
켈스의 서 중 요한 복음서의 한 쪽

기원전 2000년경부터 청동기를 사용하였고 철기 시대는 기원전 600년경부터 시작되었다. 철기 시대에 이르러 역사 기록에 아일랜드의 고대 왕국들이 등장하며 다수의 고대 왕국들이 아일랜드에 자리잡고 있었다. 아일랜드의 고대 왕국의 지배 계급은 전사와 드루이드를 포함한 지도자들이었다.
17세기 이후 언어학자들은 아일랜드의 언어를 켈트어 계통인 고이델어로 분류하였다. 청동기 시대 이후 형성된 켈트 문화는 오늘날까지 아일랜드의 주요 문화적 특성 중 하나로 자리잡았다.
아일랜드에 자리잡고 있던 많은 왕국 가운데 하나였던 이 넬 왕조의 군주 니얼 노이기얼러흐(450년 또는 455년 사망)는 자신의 영향력을 아일랜드 서부와 북부, 그리고 중부로 확대시켰다. 수많은 부족과 왕국이 합병되어 사라지는 가운데 700년대까지 여러 왕조가 흥망을 거듭하였다. 아일랜드의 해적들은 브리튼섬의 서부 해안 전역에서 약탈을 자행하였는데 훗날에는 바이킹에 의해 아일랜드 해안 전역이 약탈당했다. 이들 중 일부는 픽틀랜드, 웨일스, 콘월 등지에 완전히 새로운 왕국을 세우기도 하였다. 렌스터 남부에 거주하였던 아타코티족은 300년대 후반까지 로마 제국의 용병으로 고용되기도 하였다.
이들 해적과 로마 용병들이 브리튼섬과 갈리아 지역에서 노획한 재화와 노예들과 더불어 기독교 신앙이 아일랜드에 전파되었을 것으로 추정된다. 몇몇 초기 자료에 따르면 성 파트리치오 이전에 이미 여러 선교사들이 아일랜드에서 활동하고 있었다. 기독교 전례에 따르면 기원후 423년 성 파트리치오가 아일랜드에 최초로 기독교를 전파한 것으로 전해진다. 그러나 아퀴데인의 프로스퍼와 같은 이의 기록에 따르면 431년 교황은 팔라디우스를 "아일랜드 기독교 신자들을 위한 최초의 주교"로 파견하였다. 이는 당시 이미 아일랜드에 상당수의 기독교 신자가 거주하고 있었다는 뜻이 된다. 그러나 팔라디우스는 아일랜드 전역보다는 렌스터의 미데 왕국에서 대부분의 시간을 보냈고, 본격적인 기독교화는 성 파트리치오에 의해서 시작되었다.
성 파트리치오는 아일랜드의 제 부족들을 개종시켰을 뿐만 아니라 그들의 관습을 버리고 기독교의 교리에 따르게 하였으며 로마자를 소개한 것으로 전해진다. 후일 아일랜드의 수도사들은 광범위한 켈트족 구전 문학을 로마자로 기록하였다. 그러나 전해내려오는 전설 이외에 성 파트리치오와 아일랜드의 기독교 전파 사이의 역사적 사실을 입증할 증거는 발견되지 않았다. 학자들은 성 파트리치오 사후에 수세기에 걸쳐 그와 관련한 전설들이 형성되었을 것이라 생각한다.
기독교가 확산됨에 따라 켈트족의 전통이었던 드루이드교는 붕괴되었다. 아일랜드는 오랫동안 잉글랜드와 유럽 대륙에 대한 기독교 전파의 중심지 역할을 하였고 많은 수도사들이 라틴어와 신학을 배우기 위해 아일랜드의 수도원을 방문하였다.
한편 684년 최초로 잉글랜드의 아일랜드 침공이 노섬브리아 왕국 에그프리스에 의해 일어났다. 그러나 잉글랜드의 군대는 얼마 지나지 않아 물러갔으며, 1169년 노르만 왕조의 침공이 있기까지 아일랜드는 잉글랜드의 침공을 받지 않았다.

## 중세의 바이킹의 침략과 노르만의 침략(800년 - 1536년)

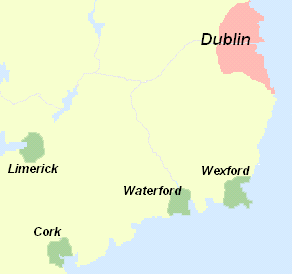
바이킹의 아일랜드 정착지

795년 노르웨이를 본거지로 한 바이킹의 침입이 기록된 이래, 아일랜드에서는 2백여년에 걸쳐 간헐적인 바이킹의 침입이 지속되었다. 이로 인해 아일랜드 초기 기독교 문화의 발전은 중단되었고 아일랜드는 전쟁에 시달렸다.
바이킹은 롱십을 타고 항해하였으며 840년대 초 아일랜드 해안에 겨울을 나기위한 정착지들을 건설하기 시작하였다. 바이킹의 정착지 중 유명한 곳으로는 더블린이 있다. 852년 바이킹은 더블린 만에 상륙하여 요새를 건축하였다. 수세기 후 이들은 아일랜드인과 섞이게 되었다.
한편, 아일랜드의 국왕들은 바이킹에 대항하였으며 이로 인해 바이킹은 아일랜드 전역을 지배할 수는 없었다. 1014년 클론타프 전투에서 바이킹은 패퇴하였다. 그러나, 바이킹이 건설한 해안의 항구들은 이후에도 주요 교역로로서 자리잡게 되었다.

### 노르만 지배기

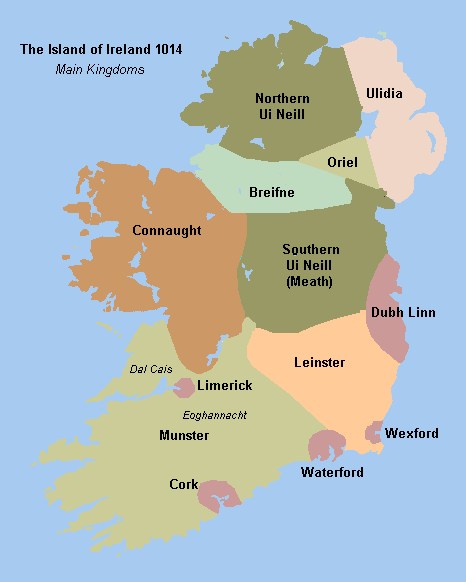
1014년 아일랜드의 왕국들

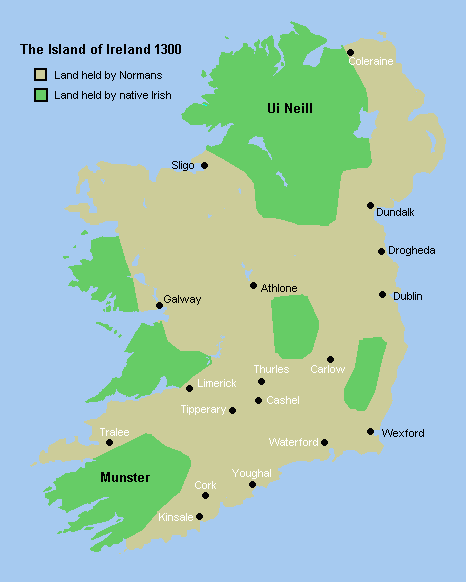
1300년 노르만 왕조의 아일랜드 지배 지역
(초록색 이외의 부분)

12세기경 아일랜드는 여러 개의 왕국들로 분할되어 있었다. 이들 왕국의 국왕들은 아일랜드 전체를 대표하는 지위인 아르드리 칭호를 위해 서로 대립하고 있었다. 새로운 아일랜드의 대왕이 된 코노트(아일랜드의 서부 왕국, 1014년 지도의 주황색 영토)의 군주 루어드리 우어 콘코바르는 렌스터(아일랜드의 동부 왕국, 1014년 지도의 연주황색 영토)의 군주 디어마이트 맥무로를 강제로 추방시켰다. 아키텐으로 도피한 디어마이트는 자신의 왕국을 되찾기 위해 헨리 2세에게 노르만 기사의 출병을 청원하였다. 1167년 웨일스와 플랜더스에서 출병한 노르만 기사의 주력부대가 아일랜드에 상륙하였다. 디어마이트의 사위이기도 하였던 강궁공 리처드 드 클레어는 노르만 기사들을 이끌고 몇 개의 왕국을 복속시켰다. 노르만 내부의 경쟁자를 우려하던 헨리 2세는 이러한 결과에 경악하였고, 아일랜드에 대한 자신의 권리를 주장하였다.
교황 하드리아노 4세는 칙서 '라우다빌리테르'를 통해 아일랜드를 잉글랜드에 귀속시킨다고 천명하였다. 1171년, 이 칙서를 내세워 헨리 2세는 잉글랜드의 군주로서는 최초로 워터포드에 상륙하였다. 헨리 2세는 자신의 아들 존에게 도미누스 히베르니에(라틴어 Dominus Hiberniae, 아일랜드의 군주) 지위를 하사하여 그의 정복지를 상속시켰다. 후일 존이 잉글랜드의 군주가 되자 아일랜드의 군주 지위는 잉글랜드 군주에게 복속되었다.
노르만 잉글랜드가 아일랜드를 복속시켰다고는하나 잉글랜드의 군주의 통치력이 아일랜드 전역에 미치는 것은 아니었다. 일례로 존 왕은 얼스터 백작을 신설할 때까지 얼스터의 국왕으로서 군주권을 행사할 수 없었다. 또한 13세기까지 아일랜드 내에는 여러 소국들이 존재하였다. 아일랜드에 정착한 노르만족 사회는 여전히 건재한 켈트 사회에 둘러싸여 있었으며 이로 인해 통치에 어려움을 겪었다.

### 켈트의 재기
1261년 피닌 맥카시가 이끄는 켈트족의 군대는 카란 전투에서 노르만족을 물리쳤고 이로 인해 아일랜드에서 노르만족의 지배력은 약화되었다. 이후 1백여년에 걸쳐 아일랜드의 켈트족 군주들은 노르만족과 싸웠다. 특히 더블린 지역에서는 끊임없이 전투가 벌어졌다. 이러한 혼란의 와중에 아일랜드의 켈트족 군주들은 많은 지역을 자신의 세력 아래에 둘 수 있었다.
1348년 흑사병이 아일랜드를 강타하였다. 이로 인하여 잉글랜드측과 아일랜드측 모두 막대한 인명 희생이 있었으나 노르만 거주지의 피해가 더욱 심각하였다. 당시 노르만족은 도시에 몰려 있어 아일랜드인들보다 피해가 클 수밖에 없었다. 이로 인하여 노르만의 세력은 더블린 인근으로 축소되었다.
15세기 말 잉글랜드는 아일랜드 중심지에서 더 이상 영향력을 발휘할 수 없었다. 더욱이 장미 전쟁이 발발하자 잉글랜드는 자신들의 문제로 인해 전력을 거두어야 했다. 아일랜드의 군주 지위는 강력한 권력을 지닌 킬데어 백작 피츠게럴드에게 돌아갔다. 잉글랜드가 직접 통치할 수 있는 곳은 더블린뿐이었다. 1494년 포이닝 법에 의해 더블린의 아일랜드 의회는 잉글랜드 의회에 합병되었다.

## 근대 (1536년–1912년)

### 잉글랜드의 아일랜드 정복
종교개혁을 단행했던 헨리 8세는 1536년에 아일랜드 재정복과 아일랜드에 대한 영국 국왕의 통치를 선언했다. 당시 아일랜드의 실질적인 통치자였던 킬테어 백작의 피츠제럴드 왕조는 잉글랜드의 튜더 왕가로부터 신뢰를 얻지 못하였다. 장미 전쟁을 전후하여 피츠제럴드 왕조는 요크 왕가를 지지하였고, 1487년 요크 왕가의 왕위 주장자인 렘버트 심넬을 위하여 부루군디의 용병을 더블린에 끌어들였다. 1536년 제 10대 킬데어 백작 토머스 피츠제럴드는 또다시 튜더 왕가에 대하여 반란을 일으켰다. 1541년 헨리 8세는 아일랜드가 또 다시 반기를 들 수 없도록 잉글랜드에 복속시키고자 아일랜드를 침공하였다. 헨리 8세는 잉글랜드의 국왕으로서는 최초로 켈트족 귀족들로 이루어진 아일랜드 의회를 예방하였으며 아일랜드에 대한 잉글랜드의 통치권을 지속적으로 확대하였다. 잉글랜드의 아일랜드 재정복은 엘리자베스와 제임스 1세의 치세까지 지속되었다.
16세기 중엽에서 17세기에 걸쳐 잉글랜드는 아일랜드 플랜테이션이라 불리는 식민지화 정책을 실시하였다. 이것은 스코틀랜드와 잉글랜드로부터 장로교 신도들을 이민시켜 먼스터, 얼스터, 그리고 라이오스 카운티에 정착시키는 정책이었다. 이들 장로교회 아일랜드 정착민들은 이후 잉글랜드의 아일랜드 통치를 떠받치는 기반이 되었다. 잉글랜드는 아일랜드에 대한 지배를 공고히 하기 위해 성공회의 신자가 아니면 공직에 임명하지 않는 페널 법의 반포와 아일랜드 성공회의 설립을 추진하였다.

### 내전과 페널 법

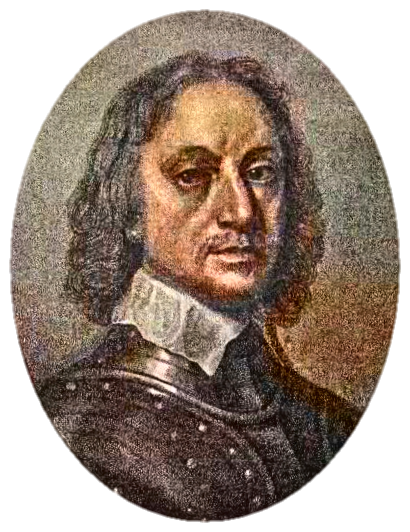
올리버 크롬웰은 잉글랜드 연방의 군사령관으로서 아일랜드를 침공하였다.

17세기에 들어서자 아일랜드에는 전례 없는 잔혹한 사건이 잇달았다. 1641-53년과 1689-91년 두 차례에 걸친 잉글랜드 내전에서 아일랜드의 로마 가톨릭 지주 계급은 많은 수가 생명을 잃었고 남은 사람들은 페널 법에 예속되었다.
1641년 아일랜드 반란이후 잉글랜드 내전과 세 왕국 전쟁으로 계속된 전쟁에서 아일랜드의 가톨릭 교도들은 잉글랜드와 개신교에 저항하여 싸웠으나 결국 잉글랜드 내전의 승자가 된 올리버 크롬웰에게 패배하였다. 크롬웰은 1649년에서 1653년에 걸쳐 아일랜드를 재정복하여, 아일랜드를 잉글랜드 연방의 통치 아래에 두었다. 전쟁의 결과는 참혹하였으며 아일랜드인의 삼분의 일이 전쟁의 와중에 죽거나 추방당하였다. 또한 크롬웰은 아일랜드 로마 가톨릭 지주의 토지 대부분을 몰수하여 잉글랜드에서 이민한 장로교회 정착민에게 주었다. 토지를 몰수당한 아일랜드 로마 가톨릭 지주들은 코넉스트로 강제 이주되었다.
1688년 명예혁명이 일어나자 아일랜드는 왕당파와 의회파 간의 주요 전장이 되었다. 제임스 2세와 오랜지공 윌리엄은 아일랜드 왕국의 군주 지위를 놓고 윌리어미트 전쟁을 벌였다. 아일랜드인들은 로마 가톨릭 교회 신도인 제임스 2세를 지원하여 개신교도들로부터 빼앗긴 토지와 페널 법에 의한 불평등한 지위의 회복을 도모하였다. 그러나, 제임스 2세는 1690년 보인 전투에서 패퇴한 후 결국 추방 당하게 되었고 오렌지공 윌리엄이 잉글랜드의 새로운 군주로 즉위하였다. 제임스 2세를 지지한 재커바이트의 반란 역시 1691년 어흐림 전투에서 패배한 뒤 종결되었다. 잉글랜드 왕정복고 이후 페널 법은 느슨해졌다. 그러나 새롭게 아일랜드의 지주 계급으로 성장한 장로교 정착민들은 아일랜드 로마 가톨릭 지주들이 또 다시 반란을 일으킬 수 있다는 이유로 아일랜드인의 요직 진출을 금지하였다. 그 결과 17세기 이후 가톨릭 교도는 아일랜드 의회와 같은 요직에 진출이 금지되었다.

### 아일랜드 대기근
1660년대 이후 아일랜드의 독자적인 해외무역은 잉글랜드에 의해 제한되었다. 아일랜드에서 생산된 곡물의 대부분은 지주들에 의해 잉글랜드로 유출되면서 식량부족현상이 벌어졌다. 그러나 17세기 초반에 남미가 원산지인 감자가 영국을 통해 전래되면서 아일랜드의  주식으로 자리잡은 덕분에 이 문제는 이내 해결되었다. 유럽 다수의 지역에서 감자를 관상용이나 가축사료로 사용할 뿐 식품으로 수용하지 않았던 시절에, 유럽에서는 처음으로 아일랜드가 주식으로 삼았던 것이다. 그 결과 영양상태가 양호해졌고 18세기 초반에 인구는 240만명으로 증가하였다.
감자가 주식으로 어느 정도 자리잡아 나가던 18세기 중반에 기근이 발생했다. 1740년에서 1741년에 걸쳐 두 번에 걸친 혹독한 추위와 더불어 감자 및 농작물이 흉작이 발생했기 때문이다. 이로 인해 당시 인구 중 약 10% ~ 20%에 해당하는 40 여만명이 추위, 질병, 기근으로 사망하고 말았다.(1740년 아일랜드 기근) 기근이 지나가자 곧 인구가 급격히 증가하여 1800년대 초반에 500만명에 이르렀고 1840년대에는 800만명을 넘어섰다.
1845년에 다시 대기근이 발생했는데, 북미지역에서 유입된 감자 역병으로 인해 감자 수확이 급격히 감소했다. 감자라는 단일작물에 지나치게 의존도 높았던 시기라 1852년까지 이어진 대기근은 엄청난 피해를 초래했다. 이 기간 중에 100만 명이상이 사망했고 최소 100만명이상이 해외로 이주하면서 기근전에 약 820만명이던 인구가 600만명 수준으로 줄어 들었다. 대기근이후에도 집단 해외이주는 지속되어 20세기 초반경에는 약 440만명으로 전체 인구가 절반으로 줄어 들었다. 기근의 주된 원인은 감자 역병 때문이었으나 그 외에도 당시 아일랜드를 식민통치하고 있던 영국의 무책임한 정책 또한 사태를 심각하게 만들었다.

### 독립 추진
헨리 그래튼은 아일랜드 의회의 입법 독립과 공평한 무역을 촉구하는 당파를 결성하였다. 그러나, 아일랜드의 개혁을 표방한 가톨릭교도 해방령은 1829년에 이르러서야 공표되었다. 한편, 통합 아일랜드 협회와 같은 독립운동 세력은 아일랜드 전체가 영국의 지배로부터 독립하기를 원하였고 프랑스 대혁명의 영향을 받아 무장 봉기를 추진하였다. 이들은 독립을 위해 1798년 아일랜드 반란을 일으켰으나 막대한 희생을 치르고 패배하였다. 그러나 이들은 자신들의 독자 정부를 수립하고 영국의 1801년 연합법에 의한 아일랜드 합병에 반대하였다.
1801년 연합법에 의해 동군연합이었던 잉글랜드 왕국, 스코틀랜드 왕국, 아일랜드 왕국은 그레이트 브리튼 아일랜드 연합 왕국으로 합병되었다. 이러한 합병의 대가로 가톨릭 교도 장로교 교도에 대한 차별 철회가 약속되었으나 조지 3세는 이러한 약속을 파기하였다.
"해방자"로 널리 알려진 가톨릭교도 법조인 데니얼 오코넬은 1823년부터 가톨릭교도에 대한 정치적 차별 철폐를 주장하는 운동을 전개하였다. 결국 이러한 노력의 성과로 1829년 가톨릭 교도에 대한 정치적 차별(공직진출제한)을 폐지한 가톨릭교도 해방령이 공표되기에 이르렀다. 그러나 이러한 해방령은 로마 가톨릭 교회 신도들에게 여전히 아일랜드 성공회(Church of Ireland)에 대한 십일조 납부 의무를 부과하였다. 이 때에 아일랜드에서는 1831 - 38년에 걸쳐 십일조 전쟁이 있었다. 이 "전쟁"은 아일랜드 성공회에 대한 십일조 납부를 거부하는 아일랜드 가톨릭 신도들의 산발적인 무장 봉기였고 영국 정부는 무차별적인 무력 탄압으로 이를 진압하였다. 오코넬은 무효 협회를 창립하고 1801년 연합법의 무효화를 위한 활동을 하였다.
1845-52년에 발생한 아일랜드 대기근으로 영국에 대한 적개심은 더욱 커졌으며 독립에 대한 열망은 증가하였다. 대기근으로 인해 발생한 심각한 피해의 원인 중에 하나가 영국에 의한 정치적, 민족적, 종교적, 사회적, 경제적 차별정책에도 있었기 때문이었다. 민족주의 사상이 확산되었으며 초등학교의 역할을 수행한 국민학교가 설립되어 영어보다 아일랜드어를 사용하는 사람들의 수가 많아지게 되었다. 민족주의적 흐름과 병행하여 공화주의에 입각한 독립운동도 전개되었다. 로버트 에멧이 이끈 아일랜드 청년당은 1848년 반란을 일으켰다. 토머스 프란시스 매거가 이끈 아일랜드 공화주의 형제당은 1867년 페니언 반란을 일으켰다. 이들은 모두 실패했으나 아일랜드인들이 무장투쟁을 통한 독립을 추진하는 데 깊은 영향을 주었다.

## 독립전쟁(1912년 - 1922년)

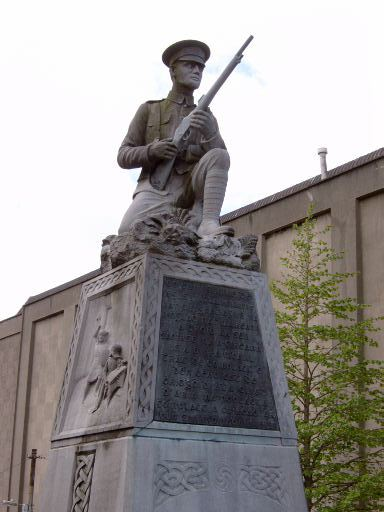
아일랜드 의용군 기념상

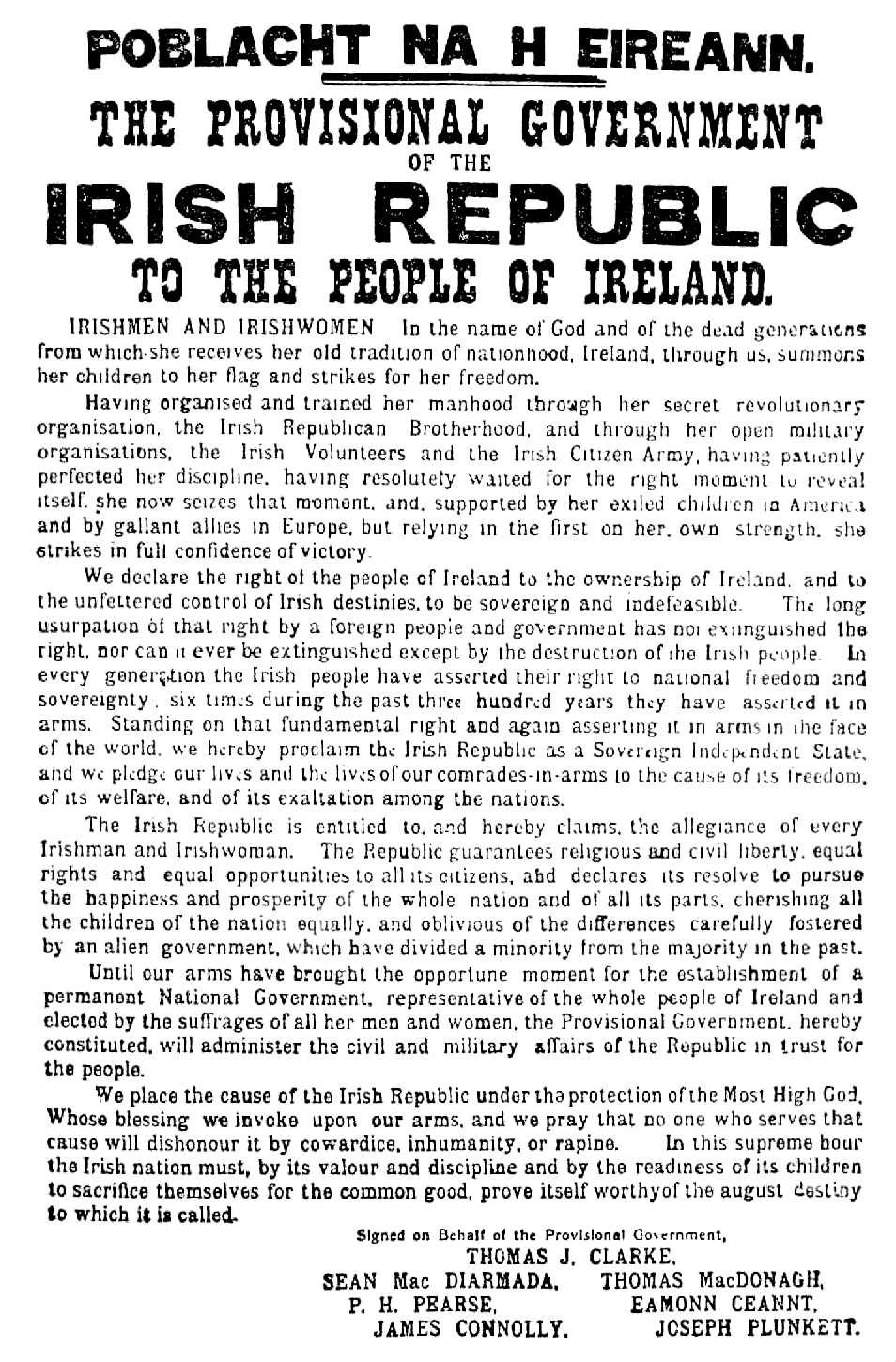
부활절 봉기 당시의 독립선언문

1910년 존 에드먼드 레드먼드가 이끄는 아일랜드 의회당이 영국 하원에 진출하였으며, 이들은 1912년 자치 청원을 의회에 제출하였다. 이에 반발하여 영국과의 합병 유지를 지지하는 얼스터 의용군이 창설되었고, 이에 대립하여 자치를 지지하는 아일랜드 의용군도 창립되었다.
제1차 세계대전이 발발한 1914년 9월 영국 하원은 아일랜드의 자치를 골자로 하는 1914년 아일랜드 정부법을 의결하였다. 그러나 이법의 실시는 전쟁 이후로 연기되었다. 레이먼드는 영국 정부의 약속을 믿고 연합국에 가담하여 동맹국과 대항하기로 결정하였다. 그의 이러한 결정에 따라 아일랜드 의용군에서 이름을 바꾼 국민의용군의 10사단과 16사단에서 연대를 파병하였으나 아일랜드 의용군의 핵심 세력은 레이몬드의 이러한 결정에 반대하였다. 전쟁이 막바지에 다다르자 영국 정부는 아일랜드의 자치를 위한 조약 이행을 위해 1917-18년에 걸쳐 아일랜드 연석회의를 개최하였다. 연석회의는 자치가 시행될 지역에 얼스터를 포함시킬 것인가에 대한 연합파와 민족주의파 간의 이견이 좁혀지지 않아 무산되었다.
1916년 이후 1922년까지 계속된 아일랜드 독립운동은 결국 아일랜드 독립전쟁으로 발전하였고 1922년 32개의 아일랜드 주 가운데 26개의 주가 독립하여 아일랜드 공화국을 수립하였다. 이 결과 영국은 자신의 국가 명칭을 그레이트 브리튼 북아일랜드 연합왕국으로 개칭하지 않을 수 없었다.

### 부활절 봉기
| “ | ……우리는 아일랜드의 주인은 아일랜드인임을 선언한다. 또한, 아일랜드의 양보할 수 없는 주권과 아일랜드의 통치권 역시 아일랜드인의 것이다. 외국인과 그들 정부가 벌인 오랜 세월의 착취에도 불구하고 이러한 권리는 소멸되지 않았으며, 그들의 압제는 결국 아일랜드인에 의해 종결될 것이다. 모든 아일랜드인은 주권과 자유로운 조국을 소유할 권리가있다. 이러한 권리의 쟁취를 위해 지난 삼백년간 여섯 차례에 걸친 항쟁이 있었다. 우리는 이를 계승하여 세계와 당당히 대면할 것이다. 여기 우리는 독립 주권국가인 아일랜드 공화국의 국민들이다. 우리는 아일랜드 공화국의 자유와 복지, 국가 번영을 위해 우리 자신과 전우들의 생명을 걸 것을 맹세한다.…… | ” |
|   | — 토머스 클라크, 신 맥디어마다, 토머스 맥도나흐, 페트릭 피어즈, 에몬 센트, 제임스 코놀리, 조세프 플런켓, 부활절 봉기 독립선언문 중에서 |   |

1916년 4월 부활절 기간 동안 아일랜드에서는 독립을 요구하는 부활절 봉기가 일어났다. 페트릭 피어즈가 이끄는 아일랜드 의용군과 제임스 코놀리가 이끄는 아일랜드 시민군은 4월 24일부터 30일까지 봉기를 주도하였다. 부활절 봉기는 더블린을 중심으로 진행되었으며 영국군에 의해 진압되었다. 영국 정부는 부활절 봉기를 신페인이 주도하였다고 의심하였고 그 결과 신페인은 아일랜드인 사이에서 대중적인 지지를 받았다. 신페인은 1918년 아일랜드 총선에서 다수당을 차지했다.

### 독립전쟁
1918년 총선에서 다수당이 된 신페인은 영국 의회의 출석을 거부하고 아일랜드 공화국의 수립을 선포하였다. 한편, 영국은 아일랜드의 독립운동을 분쇄하기 위해 왕립 아일랜드 보안대를 주둔시켰다. 아일랜드 의용대가 발전한 아일랜드 공화국군은 1919년 1월 21일 보안대원 두명을 살해하였고 이는 전국적인 독립전쟁의 발단이 되었다. 영국군은 아일랜드 공화국군의 색출을 위해 민간인에게 무차별적인 가혹행위를 벌였다. 이는 오히려 아일랜드인의 독립전쟁 지지를 높이는 원인이 되었으며 대규모 시위가 잇달았다.
마이클 콜린스등이 이끄는 아일랜드 공화국군은 대중적인 지지를 바탕으로 영국군과의 전쟁을 계속할 수 있었다. 영국 의회는 1920년 아일랜드 정부법을 제정하였으나 이 법의 시행은 이루어지지 않았다. 1921년 12월 6일 영국-아일랜드 조약으로 인해 영국과 아일랜드는 휴전하였으며 아일랜드는 자치를 인정받았다.

## 아일랜드 공화국(1922년 -현재)

현재의 아일랜드

1921년 12월 영국-아일랜드 조약은 아일랜드 자유국을 영연방의 일원으로 하여 자치를 보장하는 것이었다. 이러한 조약의 내용은 독립 운동 세력을 분열시켰으며 결국 아일랜드 내전으로 이어졌다. 내전의 결과 아일랜드는 남과 북으로 분리되었고 북아일랜드는 영국의 홈네이션으로 잔류하고 남아일랜드 26주로 구성된 아일랜드 자유국이 출범하였다.
1937년 아일랜드는 다시 헌법을 제정하였다. 이 헌법에서 아일랜드는 자신들의 공식 명칭을 아일랜드어인 에이레(Éire)로 명기하였다. 제2차 세계대전이 발발하자 아일랜드는 중립국을 선언하였다. 그러나 1만여 명의 의용군이 영국군에 지원하였으며 정부 역시 공식적으로는 중립을 표방하였으나 연합군에 대해 비공식적으로 지원하였다. 1949년에는 공화국을 선포하여 영연방에서 탈퇴하였다.
1960년대에 이르러 세안 레마스 대통령은 주력 산업 육성을 중심 내용으로 하는 대대적인 경제 개혁을 실행하였다. 1968년 중등 무상 교육이 도입되었다. 아일랜드는 1960년대부터 유럽 경제 공동체 가입을 고려해 왔으나 당시 아일랜드 수출의 90%가 영국 시장에 의존되어 있었기에 보류되었다. 아일랜드는 1973년 유럽 경제 공동체에 가입하였다. 1970년대에 이르러 아일랜드는 경제 위기에 봉착하였으나 1980년 경제 개혁 이후 꾸준한 발전을 이루었으며 1993년 켈트 호랑이라고 불릴 만큼 유럽에서 가장 발달한 나라 가운데 하나로 성장하였다.

## 같이 보기
- 브리튼 제도의 역사
- 영국의 역사
- 북아일랜드의 역사
- 스코틀랜드의 역사
- 잉글랜드의 역사
- 웨일스의 역사
- 한국의 역사